# Luis de Benavides Carrillo
Luis de Benavides Carrillo (Valencia, 20 settembre 1608 – Madrid, 6 gennaio 1668) è stato un generale e politico spagnolo, marchese di Caracena.

## Biografia

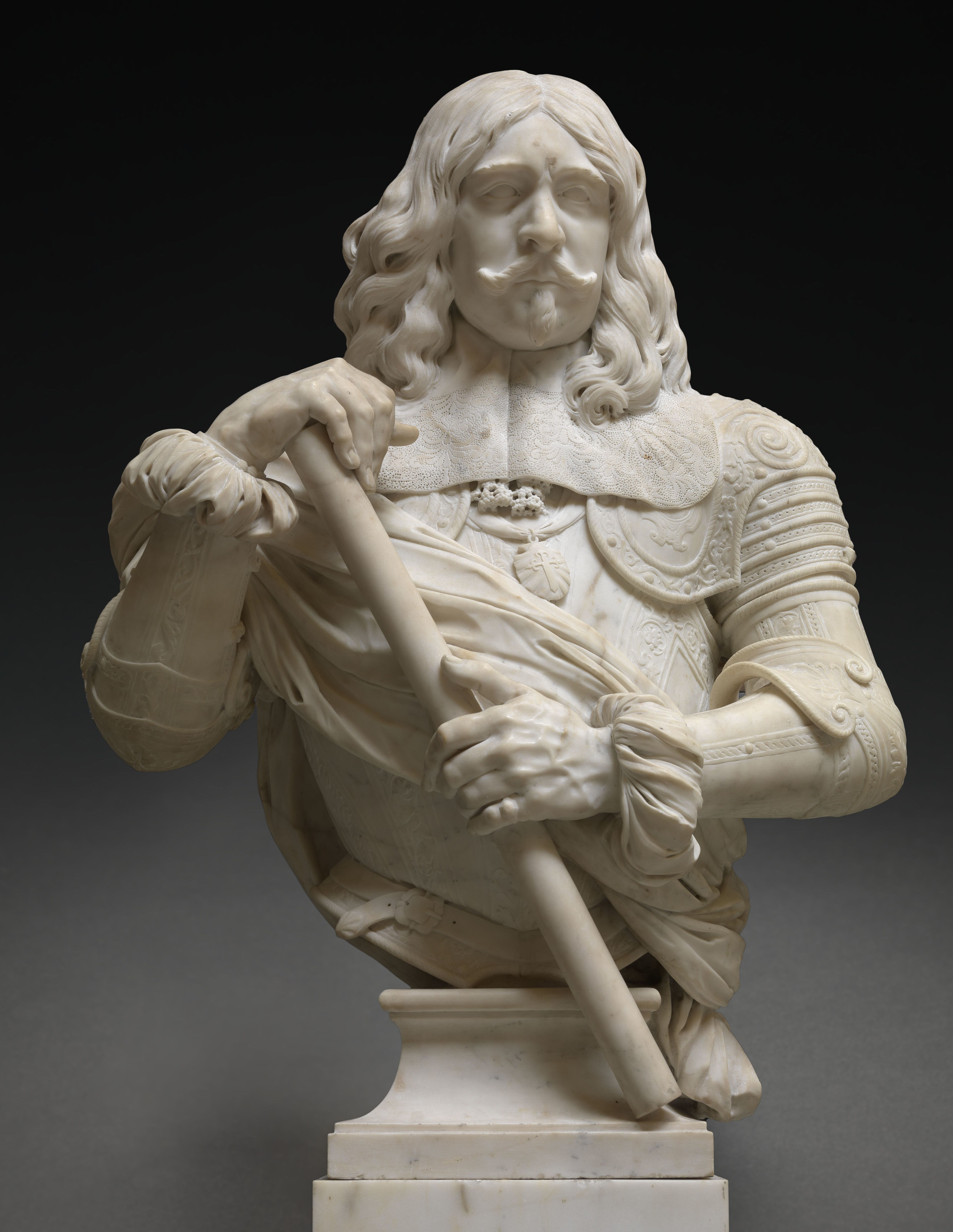
busto in marmo di Artus Quellinus il Vecchio, 1664, oggi al Museo Reale di Belle Arti di Anversa.

Cresciuto in seno ad una nobile famiglia spagnola, Luis de Benavides Carrillo intraprese la carriera militare durante le prime guerre in Italia e nelle Fiandre tra il 1629 ed il 1659, distinguendosi nella conquista della fortezza di Casale Monferrato nel 1652.
Nel 1648 venne prescelto a ricoprire il ruolo di governatore del Ducato di Milano, rimanendo in carica sino al 1655. Dopo la sconfitta di Giovanni d'Austria nella Battaglia delle Dune del 1658, venne nominato suo successore al comando dell'esercito dall'anno successivo e Governatore dei Paesi Bassi spagnoli. Dopo la firma del Trattato dei Pirenei, la guerra tra Asburgo e Paesi Bassi conobbe un periodo di pace e la Spagna ebbe modo di recuperare parte delle finanze spese nelle operazioni belliche che l'avevano trascinata alla bancarotta.
Nel 1664 egli fece ritorno in Spagna per assumere il comando delle operazioni belliche contro il Portogallo che non stavano procedendo per il meglio dopo la sconfitta subita nel 1663 dagli spagnoli guidati da Giovanni d'Austria nella battaglia di Ameixial, presso Estremoz. Ad ogni modo Benavides Carrillo non fu in grado di mutare il corso degli eventi e l'esercito spagnolo venne nuovamente sconfitto nella battaglia di Montes Claros, presso Vila Viçosa, nel 1665.
Dopo la battaglia, Benavides Carrillo venne accusato di tradimento e codardia ma fu in grado di difendersi al processo evitando la pena di morte ma non il degradamento che diminuì notevolmente anche le sue finanze. Nel 1667 tornò a Madrid, dove venne nominato presidente del Consiglio delle Fiadre. Morì poco tempo dopo nel gennaio del 1668. È sepolto nella Iglesia de Santo Domingo de Silos di Pinto.

## Opere
- Gridario dell'eccellentissimo signore il sig. don Luigi de Benavides Carillo, e Toledo, Milano, Giulio Cesare Malatesta, 1650.

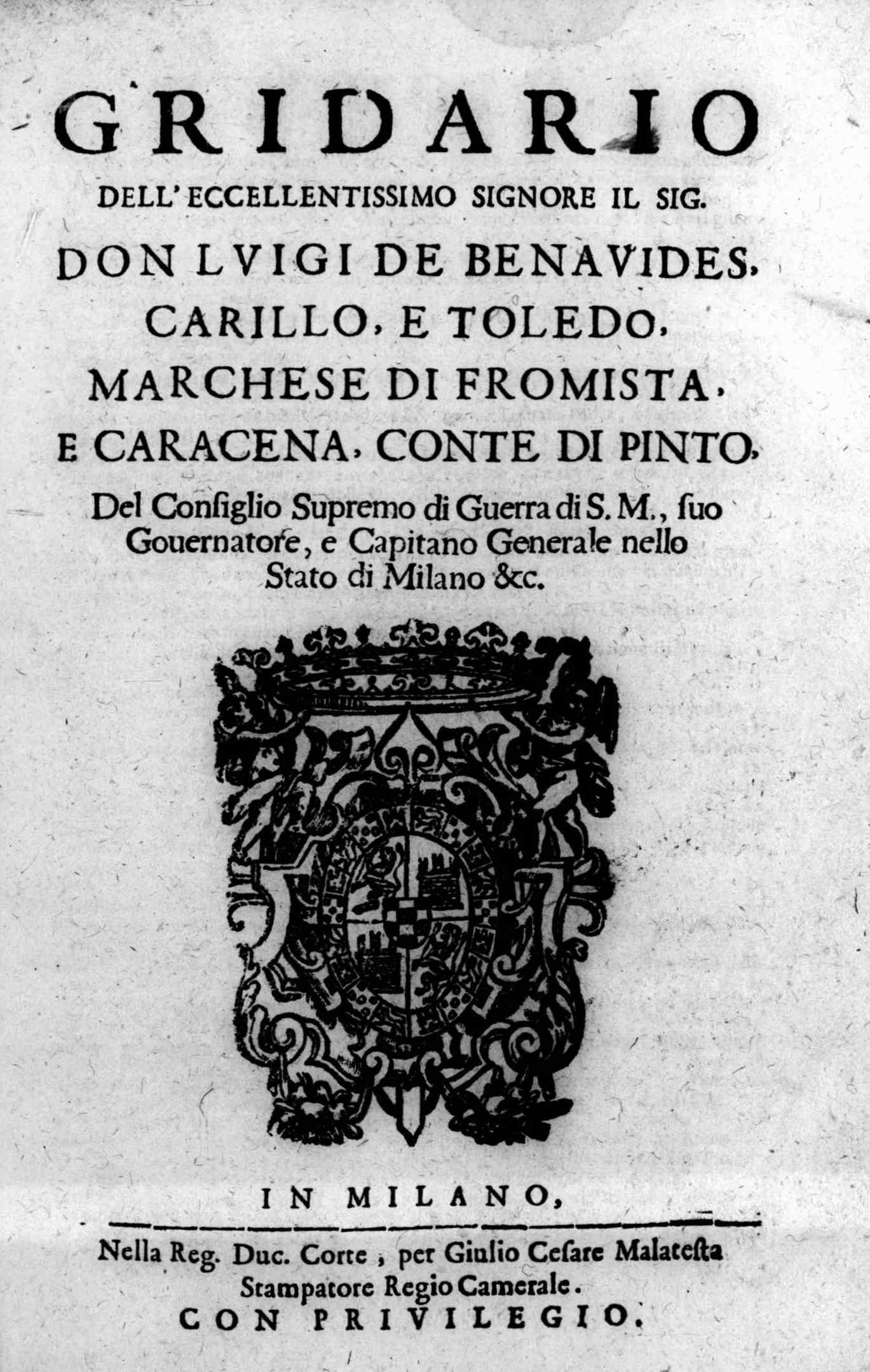
Gridario, Milano 1650